# Alibi perfetto (film 1992)
Alibi perfetto è un thriller del 1992 diretto da Aldo Lado.

## Trama
Tony e Lisa, due poliziotti della squadra speciale, sono da tempo sulle tracce di Mancini e dei suoi uomini, implicati nel traffico di droga. Sgominano infine buona parte della banda impadronendosi dell'eroina durante una sparatoria in un ristorante cinese, ma Mancini riesce a fuggire. Elvi, moglie di Tony da cui è separata, chiede di stabilirsi nel suo appartamento (promettendo di trovargli una nuova sistemazione) e nel frattempo scatta per la sua agenzia immobiliare alcune foto a un villino abbandonato. Quando Elvi e Tony s'incontrano per la causa di divorzio, la donna viene uccisa con un colpo d'arma da fuoco.
Siccome anche Tony rimane ferito, si pensa a una vendetta di Mancini, ma presto emerge un'altra verità; nelle foto del villino scattate da Elvi si vede un paio d'occhiali scuri dietro una finestra. Secondo Tony proprio chi li portava, temendo d'essere stato visto, aveva ucciso Elvi. Quando il poliziotto irrompe nel villino trova un cadavere carbonizzato con la testa nel forno, cui viene data l'identità di Marco Beaumont, figlio della contessa Beaumont, rinchiusa nel manicomio criminale - da cui però riesce a scappare - per l'omicidio del marito. La polizia crede che Marco fosse il "killer della luna piena", il quale uccideva donne dai capelli rossi e le decapitava; d'altronde gli omicidi sono cessati proprio in contemporanea con il suicidio di Beaumont e con l'internamento della madre.
Chiusa la partita con l'arresto di Mancini, il "killer della luna piena" torna a colpire. Tony viene a sapere che il cadavere carbonizzato apparteneva a una donna, il cui volto riscostruito al computer coincide con quello dell'avvocato che si occupa del caso. Capisce così che l'avvocato è in realtà Marc Beaumont, e giunge da lui appena in tempo per salvare Lisa, fatta accorrere con il pretesto di proteggere la presunta donna, le cui minacce ricevute erano state costruite ad arte; nella colluttazione coi poliziotti, Marco muore suicida.
Mentre in un parco Tony e Lisa parlano della loro vita insieme - hanno da tempo una relazione - alle volanti arriva una segnalazione: nel parco pubblico una giovane donna è stata decapitata, nei suoi pressi è stata avvistata un'anziana signora, i cui tratti ricordano quelli della contessa.

## Incassi e critica
Il film ha incassato 24.866.000 di lire ed è stato valutato negativamente dalla critica.